# Sigari Trinidad
Trinidad è una marca di sigari cubani. 

## Storia
Il nome della marca si ispira alla splendida città coloniale di Cuba, fondata da Diego Velázquez de Cuéllar, rappresentante del Re di Spagna, nel 1514. La città di Trinidad, situata nella Provincia di Sancti Spíritus, nella zona centrale dell'isola, è stata conservata in splendide condizioni architettoniche ed è stata dichiarata patrimonio culturale dell'umanità dall'UNESCO.
La casa di produzione di Sigari "Trinidad" nasce nel 1969, realizzata nella prestigiosa fabbrica di El Languito. All'inizio fu pensata per essere destinata a rifornire la Presidenza di Cuba per gli omaggi ai Capi di Stato e diplomatici stranieri. Il suo primo e, per lungo tempo, unico prodotto, il Fundadores, è stato realizzato con l'intento di creare un Lancero ancor più selezionato e qualitativo in modo da riaffermare la supremazia Cubana indiscussa sulle molte case di produzione straniere nate negli ultimi decenni, donando i sigari appunto agli uomini politici di spicco di tutto il mondo.
La casa di produzione ha tuttavia avuto un cambio di rotta, arricchendo la sua produzione di altri tre prodotti, e quindi, come già accaduto ad altre case come per esempio Cohiba, la produzione si avvia ad una commercializzazione più ampia di quella a chi l'ha caratterizzata. A questo proposito sono stati ridisegnati il logo e le fascette del prodotto.